# Thomas Engert
Thomas Engert (* 23. Oktober 1965 in Neuss) ist ein deutscher Poolbillardspieler.

## Karriere
Er ist seit Februar 1995 Profi und gewann unter anderem zweimal das World Pool Masters (2004 und 2007). Darüber hinaus ist er siebenfacher Sieger der Poolbillard-Europameisterschaft; viermal in der Disziplin 9-Ball (1989, 1990, 1991, 2004) und dreimal im 14/1 endlos (1993, 1994, 2001). Im 8-Ball ist er zudem vierfacher Vizeeuropameister (1988, 1993, 1994, 2000).
Bei der Euro-Tour gewann er bislang neun Turniere (zuletzt die German Open 2008). Sein bislang bestes Ergebnis bei einer Weltmeisterschaft war der zweite Platz 2006 bei der 14/1-endlos-WM. Bei der 8-Ball-WM 2007 erreichte er immerhin das Viertelfinale. 
Engert vertrat Europa bereits dreimal beim Mosconi Cup (2000, 2004 und 2006) und ist mit 20 Titeln Rekordsieger der deutschen Meisterschaft. 
Sein Spitzname in der Billardszene ist The Lean Machine.